# Helge Zychlinski
Helge Zychlinski (* 13. August 1979 in Hannover) ist ein deutscher Politiker (SPD). Er wurde am 9. Februar 2014 zum Bürgermeister der niedersächsischen Gemeinde Wedemark gewählt und trat am folgenden Tag sein Amt an. Er folgte auf Tjark Bartels (SPD), der seit dem 10. Oktober 2013 Landrat des Landkreises Hameln-Pyrmont ist.
Am 23. Mai 1999 nahm Zychlinski als Delegierter des Niedersächsischen Landtags auf Vorschlag der SPD-Landtagsfraktion an der 11. Bundesversammlung zur Wahl des Bundespräsidenten der Bundesrepublik Deutschland teil.